# Iglesia del Primogénito
La Iglesia del Primogénito, también llamada Orden LeBarón, es un grupo de facciones rivales de un linaje mormón fundamentalista establecido por una familia polígama mormona encabezada por Alma Dayer LeBaron que se asentó hacia 1924 en el estado de Chihuahua (México). Las facciones que aceptan la sucesión en el liderazgo de varios de los hijos mayores de Dayer se consideran miembros de la Iglesia del Primogénito, aunque no existe una organización legalmente formalizada. La facción que adquirió mayor importancia es Iglesia del Primogénito de la Plenitud de los Tiempos, fundada en 1955 por tres de los hijos de Alma: Joel, R. Wesley y Floren LeBaron. Desde su fundación, el enclave más notable de la orden ha estado en Galeana (Chihuahua). Los LeBaron dieron a su rancho el nombre de Colonia Le Barón en la década de 1950. En la época reciente, solo una rama menor de la orden practica la poligamia. Buena parte de los residentes en la zona de la colonia Le Barón no son miembros de la orden, y muchos de ellos se identifican en los informes del censo como católicos o evangélicos.

## Fundación
La familia LeBaron, encabezada por Alma Dayer LeBaron, se afilió al grupo mormón fundamentalista liderado por Joseph White Musser en 1936. En junio de 1944, cinco de los hijos de LeBaron ─Alma jr., Benjamin, Ervil, Ross Wesley y Joel─ fueron excomulgados de la Iglesia de Jesucristo de los Santos de los Últimos Días por promulgar y practicar la poligamia. Durante los 11 años siguientes, los LeBaron se asociaron en distintos grados al grupo Apostolic United Brethren de Rulon C. Allred.
El 9  de diciembre de 1957, Ben LeBaron, hijo de Dayer, escribió una carta al novelista Samuel W. Taylor en la que le explicaba que creía haber recibido el derecho de nacimiento de su padre, y también que estaba destinado a ser el fuerte y poderoso que mencionaba Joseph Smith en su profecía de 1832, enviado para redimir a los mormones de sus ligaduras espirituales.
Poco después, varios miembros de la familia LeBaron declararon que su familia poseía una especial autoridad sacerdotal en el restaurado reino terrestre de Dios, y su líder principal tenía el derecho del primogénito sobre varios títulos, como el fuerte y poderoso y el patriarca presidente de todo el mundo. Los LeBaron lo creían heredero legítimo de Joseph Smith como líder del Consejo de los Cinco. El 21 de septiembre de 1955, Joel LeBaron y sus hermanos Ross y Floren visitaron Salt Lake City (Utah). Joel fue ordenado presidente de la iglesia, su hermano Floren consejero de la Primera Presidencia y Ross patriarca supremo. Poco después, Joel explicó que había sido visitado por diecinueve antiguos profetas, entre ellos Jesús, Abraham, Moisés, Elías y Joseph Smith. A principios de 1956, los hermanos LeBaron volvieron a Chihuahua. Su padre Alma y su hermano Ervil se convirtieron en miembros de la Iglesia, y su madre, Maud, también se sumó más tarde. Varios meses después, Ervil LeBaron publicó un texto titulado El sacerdocio explicado que llegó a ser el texto fundacional de la orden.
En 1955, Ross Wesley LeBaron fundó una estructura organizacional rival de la orden, y la dirigió a partir de entonces desde su cuartel general en Salt Lake City (Utah). Wesley creía que había sido enviado para preparar el camino al fuerte y poderoso que sería «un profeta indio», Tanto Joel como Wesley reclamaban para sí la autoridad en la línea de sacerdocio, como primogénitos de Alma Dayer LeBaron, ordenado por su abuelo Benjamin F. Johnson, que a su vez había recibido las llaves del sacerdocio de John Smith. Esta secta no atrajo un gran número de adeptos, y actualmente hay algo más de 100 repartidos entre Utah y México,

## Colonia Le Barón
La colonia Le Barón está situada al noroeste del estado de Chihuahua, cerca de las ciudades de Nuevo Casas Grandes, Colonia Juárez y Colonia Dublán.
La población de la colonia incluye varios cientos de fieles de la Iglesia del Primogénito, aunque según el Instituto Nacional para el Federalismo y el Desarrollo Municipal del Estado de Chihuahua, la religión predominante es el catolicismo, con un 80,9%, siendo las siguientes el mormonismo y la fe evangélica.

## Asesinatos a manos del cismaCordero de Dios
En 1962, Ervil LeBaron era el patriarca presidente de la iglesia, y la persona con más autoridad tras Joel LeBaron. En 1967, Ervil pregonaba que él era el auténtico líder de la Iglesia, lo que provocó que Joel y otros dirigentes lo cesaran de su cargo.
En agosto de 1972, Ervil LeBaron y sus seguidores establecieron la secta rival Iglesia del Primogénito del Cordero de Dios. La designación Iglesia del Cordero alude a la profecía que aparece en el Libro de Mormón, en la que se afirma que en el fin de los tiempos solo habrá dos grupos: la Iglesia del Cordero de Dios y la Iglesia del diablo. Ervil profetizó que Joel sería ejecutado. El 20 de agosto de 1972, un seguidor de Ervil disparó a Joel LeBaron en la cabeza, lo que inició una matanza en la que miembros de la iglesia del Cordero de Dios asesinaron a decenas de fieles de la secta original del Primogénito y de otros grupos fundamentalistas mormones.

## Historia reciente

### Sucesión
La Iglesia del Primogénito ha experimentado varios liderazgos controvertidos tras el asesinato de su fundador. A Joel le sucedió su hermano Verlan, que murió en un accidente de tráfico en 1981. Joel LeBaron y Sigfried Widmar encabezaron facciones rivales de la Iglesia del Primogénito de la Plenitud de los Tiempos. Alma LeBaron Jr. había fundado una nueva secta, denominada Gobierno Económico de Dios, y Floren LeBaron había colaborado en la fundación de una facción poco organizada que no reconocía a un líder oficial.

### Problemas con los narcoterroristas de Juárez (1ª década delsigloXXI)
En 2009, el enclave LeBaron protagonizó un incidente dentro de la guerra contra el narcotráfico en la zona noroeste del estado de Chihuahua. El 2 de mayo fue secuestrado Érick Le Barón, de 17 años, y los secuestradores pidieron un millón de dólares de rescate. No obstante, el portavoz de la comunidad anunció su decisión de no pagar; en cambio tratarian de conseguir la liberación del joven, que fue finalmente puesto en libertad el 10 de mayo sin que la familia realizara pago alguno. Durante todo el incidente, la comunidad se posicionó abiertamente, tanto en los medios nacionales como en los internacionales, en contra de la creciente inseguridad que experimentaba la región, y mantuvo su intención de seguir negándose a pagar rescates en posibles casos de secuestro.
El 6 de julio, Benjamín Le Barón, hermano de Érick, y su cuñado Luis Widmar Stubbs, también miembro de la orden, fueron secuestrados y poco después asesinados en las calles de Colonia Le Barón por un grupo de asaltantes armados, que dejaron un mensaje en los cadáveres de las víctimas en el que afirmaban que el crimen era una venganza por el activismo de Benjamín contra los traficantes.
En 2012, el legislador del estado de Chihuahua Álex LeBarón inició una campaña a favor de legalizar la tenencia de armas para la autodefensa.